# Orthemis levis
Orthemis levis är en trollsländeart som beskrevs av Philip Powell Calvert 1906. Orthemis levis ingår i släktet Orthemis och familjen segeltrollsländor. Inga underarter finns listade i Catalogue of Life.